# Battaglia del fiume Nedao
La battaglia del fiume Nedao (o Nedavo), che prende il nome dalla Nedava, un affluente del Sava, fu una battaglia combattuta in Pannonia nel 454 dall'esercito degli Unni, appoggiati dagli Ostrogoti, rimasti fedeli agli Unni, contro una coalizione di insorti barbari di stirpe germanica, aiutati da barbari di stirpe iranica fino ad allora sottomessi agli Unni medesimi. Nonostante gli Unni disponessero di una cavalleria eccezionale e di arcieri superiori a quelli nemici, la tattica di combattimento di costoro era nota (ed anche i punti deboli di essa) agli insorti, che finirono per sterminare gran parte dei loro antichi padroni, facendo crollare per sempre il cosiddetto Impero delle Steppe.

## La collocazione del campo di battaglia
Tuttora non è identificato il luogo in cui effettivamente si svolse la battaglia, in quanto non è noto a quale corso d'acqua odierno corrisponda il fiume Nedao. Alcuni lo identificano col Tibisco (Tisza) o con il Danubio medesimo ("Nedao" come anagramma di Donau, il toponimo germanico del fiume). La confusione è ingenerata dal fatto che, a differenza della storiografia romana, assai curata e particolareggiata, la fonte storiografica principale per le vicende che concernono i regni romano-barbarici sono storici barbari "latinizzati", come il goto Giordane che visse alla corte di Costantinopoli un secolo dopo lo svolgimento della battaglia, che si limita a citare il "Neda(v)us Flumen" nella parte meridionale del regno unno, quindi non lungi dal Danubio, fiume che, a sua volta, segnava il confine con gli imperi romani.
La Nedava appare come il fiume più probabilmente interessato alla vicenda bellica, in quanto etimologicamente e geograficamente riconosciuto da un maggior numero di storici. Solo una fonte riporta la Leita, un fiume della moderna Austria, quasi al confine con l'Ungheria, al tempo compresa nella provincia di Pannonia, ma tale corso d'acqua appare esser molto distante dal territorio in cui erano stanziati i popoli che parteciparono allo scontro.
Alternativamente, l'enciclopedia Britannica riporta l'attuale fiume Nedad quale luogo effettivo dello scontro.

## Le cause che portarono allo scontro
Lo storico Giordane accenna alle cause che indussero la ribellione delle tribù germaniche, turcofone e protoslave al dominio degli Unni. 
Attila (406 – 453) morì del tutto inaspettatamente al culmine del suo potere, il 16 marzo 453 a causa d'una probabile emorragia, stando ai dettagli riportati da Giordane medesimo. Lo storico goto Giordane (500 - 570) è la principale fonte a nostra disposizione per poter delineare un quadro, seppur lacunoso, di quanto accadde tra l'anno della morte di Attila e l'anno della caduta dell'Impero romano d'Occidente (convenzionalmente, nel 476). Ma Giordane visse un secolo dopo gli eventi narrati, Inoltre, la sua visione era partigiana (era un goto ed era al servizio dell'impero romano d'Oriente). Infine, la sua opera, la Getica, è ampiamente tratta da una precedente e purtroppo perduta opera storica, la Historia Gothorum, di Flavio Aurelio Magno Cassiodoro (483 – 581), certamente anch'essa di parte, essendo stato il nonno dell'autore uno dei membri della delegazione diplomatica bizantina alla corte di Attila nel 448 (tale delegazione era in realtà composta da agenti segreti della corte di Bisanzio, e portava con sé un ingente quantitativo d'oro per assoldare sicari al fine di assassinare Attila in persona; la congiura venne scoperta e le relazioni diplomatiche tra Unni e Bizantini si guastarono definitivamente).
Bisanzio aveva certamente un notevole interesse a che la minaccia unna venisse spazzata via definitivamente dai suoi confini. Non è esagerato affermare che si trattava d'una questione di vitale importanza.
A ciò si aggiunse l'offensiva dei Gepidi di re Ardarico, che mirava a creare una patria indipendente nell'ex provincia romana di Dacia, (l'attuale Romania, che effettivamente divenne nota col nome di "Gepidia"), e degli Ostrogoti, i primi germani a cadere sotto il giogo unno già dal 375, dopo la battaglia del fiume Erac (odierno Tiligul, in Ucraina), che sconfisse definitivamente gli Unni. Il grande impero unno si sfasciò in pochi anni, e gli Unni si ritirarono rapidamente verso il cuore dell'Asia, oltre gli Urali, a parte un contingente esiguo che si pose al servizio dei bizantini. Restarono indietro solo i Bulgari e gli Avari, che si stanziarono nella Russia meridionale. I Gepidi si sostituirono agli Unni e fondarono un forte regno tra il Tibisco e il Dnestr.

## La battaglia
La battaglia venne con ogni probabilità combattuta nell'autunno del 454, oppure, secondo altri, nei primi mesi del 455. Non sono noti i particolari della strategia, né quelli della tattica. Però, a grandi linee, essi possono esser desunti dalla ricostruzione storica delle battaglie che gli Unni sostennero coi Romani, a cominciare dalla Battaglia dei Campi Catalaunici di due anni precedente (451) a quella del Nedao.
I barbari coalizzati, da ex alleati degli Unni, sapevano bene che dovevano impegnarsi in un tipo di combattimento molto diverso da quelli fin qui attuati contro l'Impero. I barbari costituivano la fanteria, leggera e pesante, dell'orda unna, dal momento che Attila possedeva soltanto un'efficientissima cavalleria ("Dove passa il suo cavallo non cresce più un filo d'erba" è la frase attribuita agli osservatori bizantini). Gli scontri tipici della cavalleria unna consistevano in fulminei attacchi a sorpresa, fingendo la ritirata per poi rilanciare l'attacco con piccoli gruppi di esperti arcieri a cavallo. Il momento critico sfruttato dagli Unni era quando, al momento della finta ritirata, la fanteria nemica si scompaginava e si lanciava all'inseguimento credendo di aver vinto lo scontro. In quell'attimo, la cavalleria unna tornava indietro ed annientava il nemico colto letteralmente di sorpresa. 
Presso il fiume Nedao, questa volta, i figli di Attila dovevano invece dedicare la stessa attenzione sia all'attacco che alla difesa. Erano pressoché privi di fanteria (i cui componenti erano, per l'appunto, costituiti dai barbari insorti contro di loro, oltretutto al corrente della stessa strategia unna). Per questo motivo, sicuramente, gli Unni volevano battersi in campo aperto e far così in modo di avvantaggiare la loro cavalleria. Difficilmente, questo vantaggio tattico si sarebbe concretizzato presso le rive di un fiume, che nel tardo autunno poteva anche aver allagato il territorio limitrofo per le esondazioni stagionali.
La politica bizantina, poi, finalizzata all'istigazione dei Germani alla rivolta sortì come effetto il tramonto definitivo della potenza unna: con ogni probabilità una sorta di "consiglieri militari" erano presenti al fianco degli insorti nei mesi precedenti la battaglia, se non sul campo di battaglia stesso. Questo è evidente dalla lettura attenta del testo di Giordane. La coalizione germanica costituiva la fanteria pesante armata di spade lunghe e corte, asce, mazze, pugnali. Era composta da Turcilingi, Sciri, Rugi, Ermunduri, Franchi, Suebi, Sassoni, Alamanni ed Eruli. La cavalleria leggera, armata di arco e dardi, era invece data da alcuni contingenti di Visigoti, mentre quella pesante, assai più numerosa, faceva perno sugli Alani e sui Sarmati armati di giavellotto. Infine, la fanteria leggera era incentrata sui Gepidi. In tutto, gli effettivi dei coalizzati non superavano i 35 000 uomini.
Gli Unni, coi pochi contingenti barbari rimasti fedeli, assommavano a non più di 50 000 - 55 000 uomini.
Con ogni probabilità, gli Unni tentarono l'usuale tattica della cavalleria, ma la fanteria nemica non cascò nella trappola e non si scompose, nella lettura del testo di Giordane. Ne seguì, facilmente, un urto tra la fanteria germanica e la cavalleria unna, con la cavalleria germanica che agilmente avrebbe aggirato il nemico. Gli Unni, presi in mezzo tra la fanteria e la cavalleria germanica, furono letteralmente sterminati.

## Storia e conseguenze posteriori
Dopo la morte di Attila, avvenuta, secondo la tradizione tramandata da Prisco di Panion, la notte successiva il banchetto che celebrava il suo ultimo matrimonio (con una gota di nome Krimhilda, poi abbreviato con Ildiko), i suoi tre figli Ellac, Ermak e Dengizico si combatterono per la successione, reclamando ciascuno ben più della terza parte del regno (noto come l'"Impero delle steppe"). Il caos e l'anarchia che ne conseguirono permisero all'impero romano d'occidente e d'oriente di progettare l'eliminazione del pericolo rappresentato dagli Unni, ed ai barbari - soggiogati dagli Unni durante le loro campagne belliche - di ribellarsi e di riguadagnare definitivamente la libertà. Le forze germaniche alleate guidate da Ardarico, re dei Gepidi, sconfissero le forze unne di Ellac, il figlio di Attila, che aveva lottato con i fratellastri Irnik e Dengizico per la conquista del trono (non è certo che Ellac avesse ucciso i suoi fratelli, anche se, tra pretendenti al trono, gli Unni non ammettevano rivali nell'ascesa al potere; Attila stesso aveva ucciso il fratello dopo una breve coreggenza). Ellac venne ucciso alla fine del combattimento. Secondo Giordane la battaglia sarebbe stata estremamente cinematografica:
(Giordane, De origine actibusque Getarum)
Gli Unni finirono con insediarsi nelle fortezze di confine dell'Impero bizantino, o furono annientati dalle armate imperiali (alcuni attaccarono le fortezze danubiane nel 457) o si arruolarono negli eserciti d'Occidente, o furono assoggettati dai nomadi Uguri e Onoguri, Sabiri ed Avari. Il popolo unno ripiombò quindi nel caos e nell'anarchia e la steppa tornò a ripullularsi di signori arroganti, litigiosi tra loro, a volte in lotta, a volte al servizio dell'Impero. Dal 459, gli Unni sparirono del tutto dalle cronache storiche. Il dominio unno dell'Europa Centrale ed orientale era distrutto. I pochi guerrieri Unni sopravvissuti vennero espulsi da Ardarico dopo un lungo assedio alla loro capitale (in realtà un campo trincerato posto in una località non ancora identificata della Puszta, la pianura che va dal lago Balaton ad Est alla catena dei Carpazi Boscosi ad Ovest, dalla Rutenia a Nord alla città di Belgrado a Sud) ungherese, non lungi dall'odierna città di Debrecen (in base alle descrizioni degli ambasciatori bizantini), che venne data alle fiamme.
Anche tra i vincitori iniziarono subito le lotte intestine, a tutto vantaggio dell'Impero d'Oriente. I Franchi vennero espulsi verso gli attuali Paesi Bassi ed i Sassoni verso l'attuale Danimarca, da dove passarono in Britannia nel 458 con una seconda ondata. Gli Ostrogoti si stanziarono nell'attuale Repubblica Ceca e nell'attuale Slovacchia. Gli altri finirono arruolati dall'Impero romano d'Occidente e stanziati nelle attuali Savoia, Svizzera, Alto Adige ed Austria. I Gepidi risultarono i veri vincitori e si appropriarono di tutta la regione dei Carpazi e del Danubio. Anche il fatiscente Impero Romano d'Occidente riuscì a trarre vantaggio dalla sconfitta degli Unni, in quanto l'imperatore Avito, l'ultimo imperatore degno di questo nome secondo Giordane, riuscì a recuperare la provincia di Pannonia seppur affidata a Sciri, Eruli e Turcilingi.
I capi barbari iniziarono una lunga serie di litigi e guerre. Tra questi vanno ricordati almeno due ex-"logades" di Attila: il romano di Pannonia Flavio Oreste (il padre dell'ultimo imperatore d'Occidente, Romolo Augusto) e l'unno Edicone (il padre di Odoacre) che si segnalò per la sua ferocia nella lotta contro gli Ostrogoti. La funesta inimicizia tra Oreste, Odoacre ed il re ostrogoto Teodorico il Grande aveva dunque radici lontane, e questi furono i protagonisti della caduta finale dell'Impero d'Occidente tra il 28 agosto 475 ed il 4 settembre 476.